# 圣伊莱尔 (洛特省)
圣伊莱尔（法語：Saint-Hilaire，法語發音：[sɛ̃.t‿ilɛʁ] ⓘ）是法国洛特省的一个市镇，位于该省东部偏北，属于菲雅克区。

## 地理
圣伊莱尔（44°46'30"N, 2°9'19"E）面积7.93 平方千米，位于法国奧克西塔尼大區洛特省，该省份为法国西南部内陆省份，北起顺时针与科雷兹省、康塔爾省、阿韦龙省、塔恩-加龙省、洛特-加龍省和多尔多涅省接壤。
与圣伊莱尔接壤的市镇（或旧市镇、城区）包括：帕尔朗、凯扎克、圣于连德图尔萨克、欧蒙堡、洛雷斯、贝索尼。

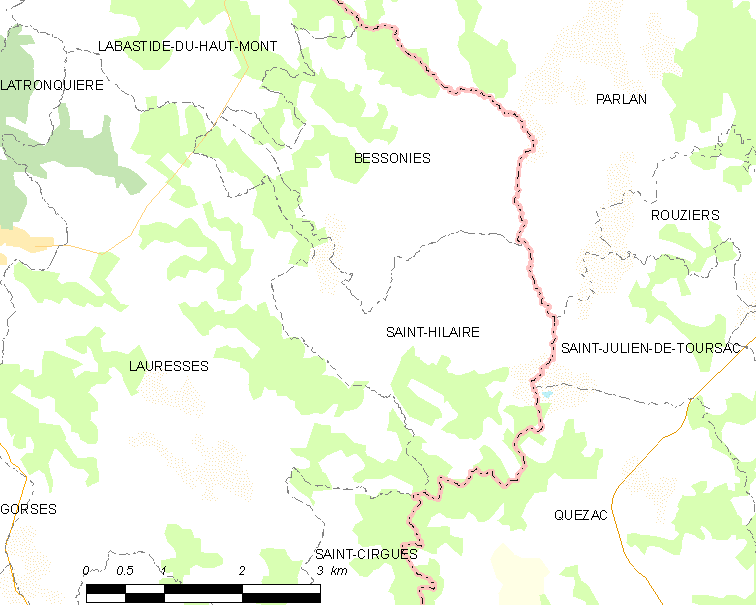
的OSM定位图

圣伊莱尔的时区为UTC+01:00、UTC+02:00（夏令时）。

## 行政
圣伊莱尔的邮政编码为46210，INSEE市镇编码为46269。

## 政治
圣伊莱尔所属的省级选区为拉卡佩勒马里瓦勒县。

## 人口

1962-2008年间人口变化图示

圣伊莱尔于2022年1月1日时的人口数量为62人。